# Movileni (Olt)
Movileni is een Roemeense gemeente in het district Olt.
Movileni telt 3707 inwoners.